# Connie Porter
Connie Rose Porter (* 29. Juni 1959 in Lackawanna (New York)) ist eine afroamerikanische Jugendbuchautorin. 

## Leben
Porter wuchs in einer armen Großfamilie mit neun Geschwistern auf. Sie begann mit 14 Jahren zu schreiben.
Nach dem Abschluss des College 1981 studierte sie Kreatives Schreiben. 1987 erwarb sie einen Master-Degree an der Louisiana State University. Sie unterrichtete Kreatives Schreiben unter anderem am Emerson College und an der Southern Illinois University Carbondale. Heute lebt sie in Pittsburgh (Pennsylvania).

## Werke
- All-Bright Court. Roman über den Alltag der Schwarzen in einer Siedlung neben einem Stahlwerk im Industriegürtel des Nordens der USA. Houghton Mifflin, 1991.
- The Addy Books. Buchreihe über die Geschichte einer jungen Sklavin zur Zeit des Amerikanischen Bürgerkriegs. Pleasant Company, 1993 ff. (9 Bücher mit über 3 Millionen Gesamtauflage)
- Imani All Mine. Roman über das Leben einer Teenagerin und ihrer Mutter in den Slums von Buffalo. Amistad, 1999.

## Auszeichnungen und Ehrungen
- American Library Association: Notable Book 1992 für All-Bright Court[3]
- Publishers Weekly: Cuffie Award 1993 für die Addy Books als meistverkaufte Kinderserie
- International Reading Association (heute International Literacy Association): Children’s Choice Award 1994
- Children’s Book Council: Children’s Choice Award 1994
- Blackboard African American Bestsellers: Children’s Book of the Year Award 1994 für die Addy Books
- ALA Best Books for Young Adults 2000 für Imani All Mine
- Phoenix Award: Honor Book 2019 für Imani All Mine